# Кононов, Анатолий Алексеевич
Анато́лий Алексе́евич Ко́нонов (26 января 1856, Варшава — 8 июля 1944, Курвиль-сюр-Эр) — военный морской офицер Российского императорского флота, один из основателей русского подводного дела, контр-адмирал. Автор «Учебника по водолазному делу» и нескольких статей «Энциклопедического словаря Брокгауза и Ефрона». Изобретатель и педагог. Участвовал в испытаниях водолазного оборудования и подъёме затонувших кораблей.
Служил и командовал военными кораблями на Балтийском, Каспийском и Средиземном морях. Был первым командующим Амурской речной флотилии. В 1911 году ушёл в отставку. С начала Гражданской войны участвовал в белом движении на юге России в составе Донской армии. В феврале 1920 года эмигрировал из Новороссийска. Умер во Франции в 1944 году.

## Биография
Родился 26 января 1856 года в Варшаве. Отец — казак станицы Новочеркасской Черкасского округа, есаул, потомственный дворянин Войска Донского Алексей Васильевич Кононов.
12 сентября 1873 года поступил в Морское училище, после окончания которого в 1877 году был произведён в гардемарины флота. Морскую службу начал на Балтийском море.

### В Каспийской флотилии
В августе 1878 года произведён мичманы и переведён в Каспийский флотский экипаж. Служил на шхуне «Лоцман» под командованием капитана 1-го ранга П. Н. Гусева. В 1880 году шхуна была передана в подчинение начальнику морской части Ахал-Текинской экспедиции капитану 2-го ранга С. О. Макарову, который в ходе военной операции отвечал за обеспечение снабжения русских войск водным путём из Астрахани в Красноводск. Участие А. А. Кононова в военной кампании было отмечено первой наградой — памятной «светло-бронзовой медалью на георгиевской ленте».

### На Балтийском флоте
В 1881 году переведен на Балтийский флот и назначен заведующим оружием в 4-го Флотский экипаж (Кронштадт). В январе 1883 года произведён в лейтенанты и назначен командиром 7-й роты в команду клипера «Стрелок».
В августе 1885 года стал одним из первых выпускников основанной по указу императора от 23 апреля 1882 года Кронштадтской водолазной школы. В 1887—1889 годах на корабле «Дмитрий Донской» под командованием капитана 1 ранга Н. И. Скрыдлова участвовал в 30-месячном плавании из Средиземного моря на Дальний Восток. В 1935 году в эмиграции опубликовал свои записки — «На фрегате „Дмитрий Донской“ (Воспоминания молодости старого моряка)».
3 октября 1889 года был назначен преподавателем и заведующим аппаратной частью водолазной школы. Занимался изобретательской деятельностью: спроектировал специальный бот для обеспечения водолазных спусков, усовершенствовал конструкцию подводного костюма, разработал воздушный насос с электродвигателем для работы на больших глубинах".
Летом 1892 года лейтенант А. А. Кононов был переведён в 1-й флотский экипаж и был принят водолазным офицером и вахтенным начальником на крейсер «Генерал-адмирал» под командованием капитана 1-го ранга П. А. Безобразова. Участвовал в плавании российской эскадры в США и в военно-морском параде международной эскадры по случаю состоявшейся там всемирной выставки, посвященной 400-летию открытия Америки (Чикаго, 1893). По возвращении из заграничного плавания служил старшим офицером на броненосцах береговой обороны «Стрелец» и «Адмирал Грейг». В 1895 году А. А. Кононов произведён в капитаны 2-го ранга.

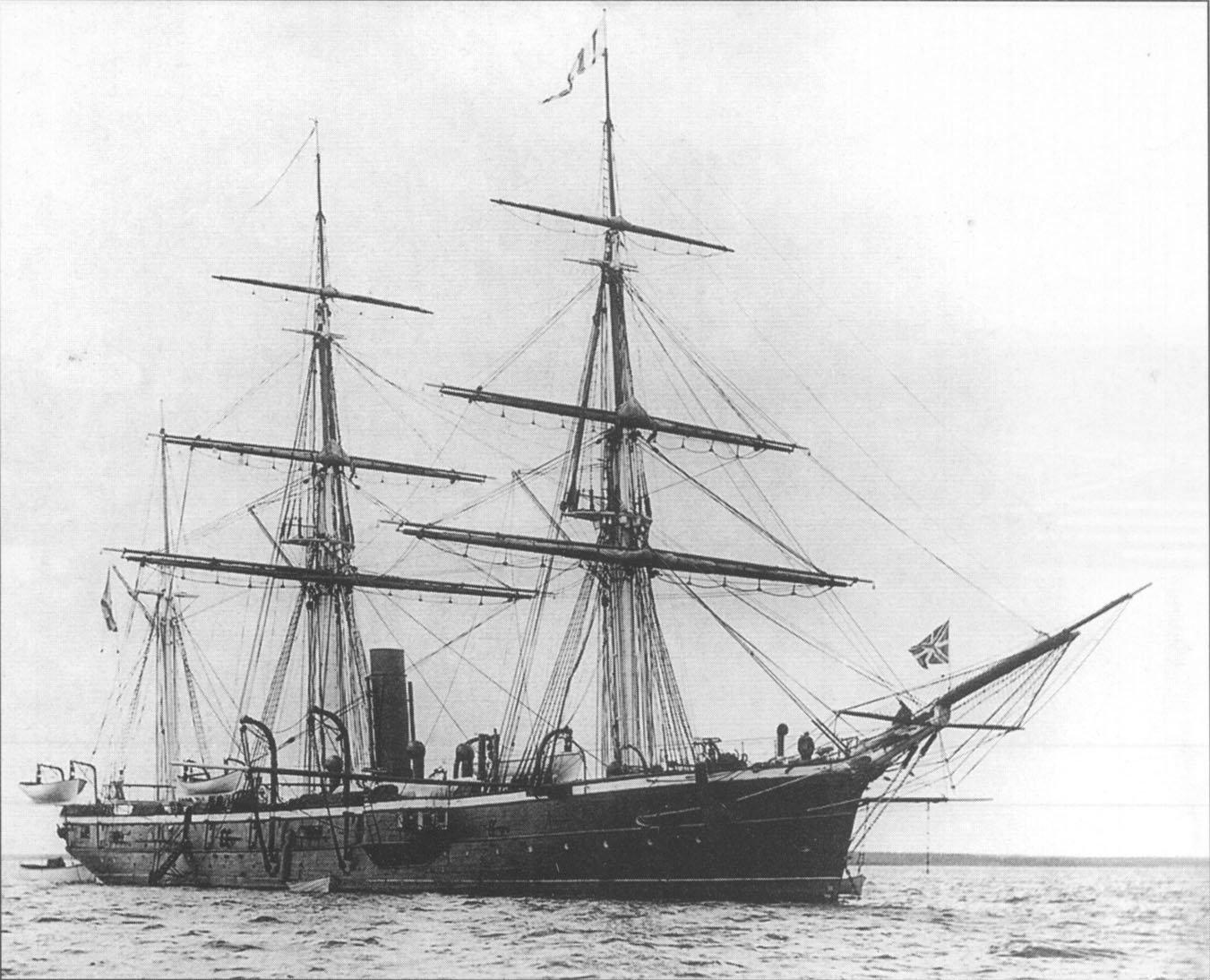
Учебное судно «Опричник»

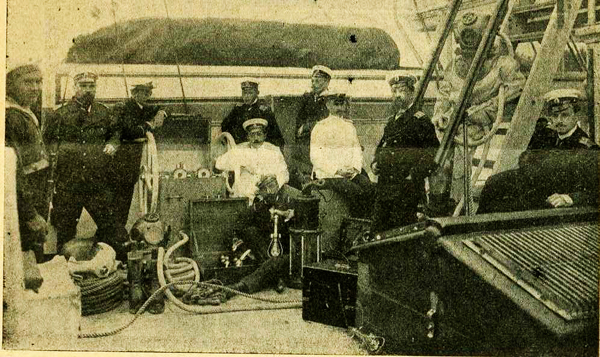
На борту «Опричника» — второй справа:
А. А. Кононов (1904)

20 июня 1896 года его назначили начальником водолазной школы. Кононову удалось привлечь к работе в школе опытных преподавателей — энтузиастов своего дела. Осознавая недопустимость существовавшей практики проведения подводных работ самоучками — «вольными водолазами», он писал, что

«сломить это, вывести дело на правильную дорогу могли только образованные и преданные делу офицеры и медики».

Теоретические занятия в школе сопровождались практическими погружениями, в том числе в ходе завершающего обучение выхода в море на учебном судне «Опричник», которым командовал сам Кононов. С его борта курсанты до полугода отрабатывали в Выборгском заливе спуски под воду на глубину до 40 метров. Водолазов из числа инструкторов и курсантов кронштадтской школы привлекали и к участию в аварийных подводных работах (в том числе и в зимнее время) на крейсере «Россия», броненосцах «Гангут» и «Генерал-Адмирал Апраксин», в строительстве сооружений порта в Либаве. При снятии с мели крейсера «Россия» (ноябрь-декабрь 1895 года) и последующем обследовании состояния его корпуса (январь 1897 года) А. А. Кононов руководил своими водолазами, впервые в практике школы совершившими 48 подлёдных спусков.

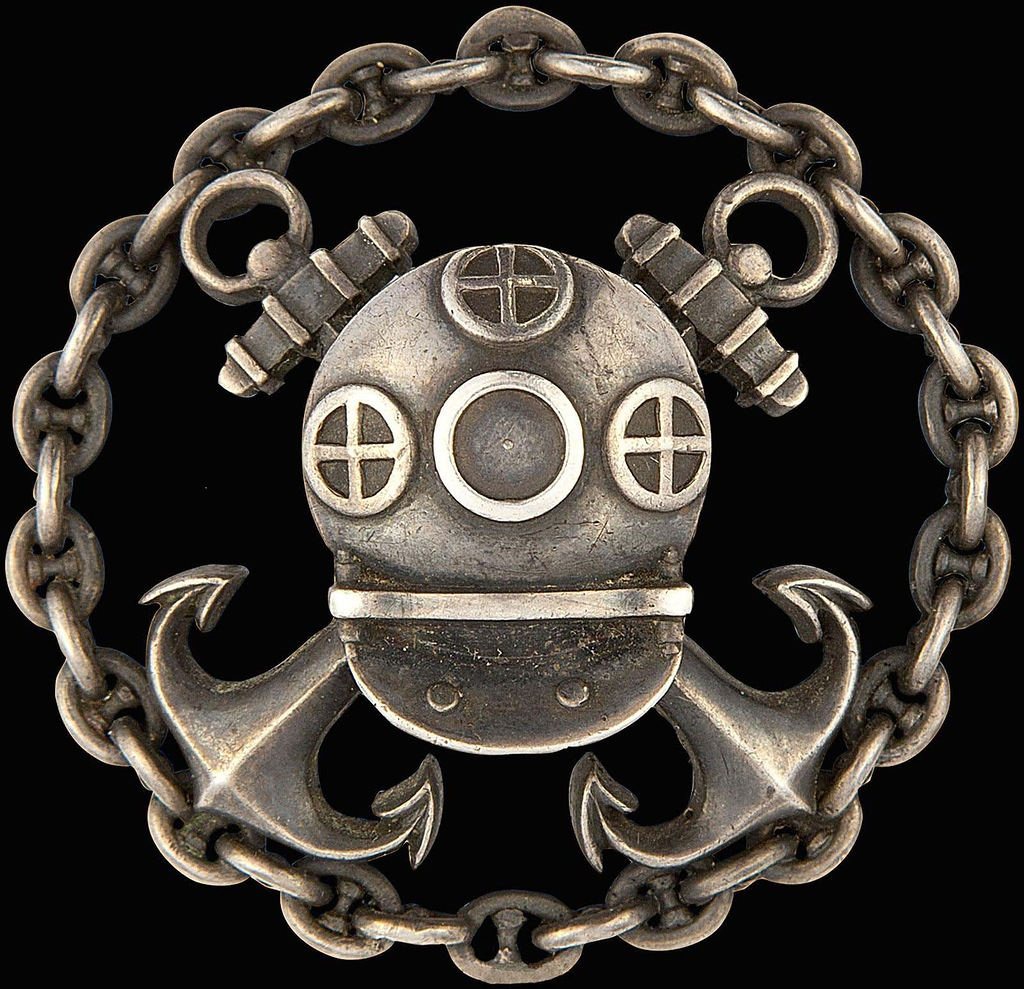
Нагрудный знак выпускника водолазной школы

К 15-летнему юбилею Водолазной школы А. А. Кононов разработал рисунок нагрудного бронзового знака для офицеров, успешно окончивших учебный курс, который был одобрен императором Николаем I и утвержден приказом по флоту и Морскому ведомству за № 234 от 20 декабря 1897 года.
В 1902 году Кононовым был издан иллюстрированный «Учебник по водолазному делу». Исследователь-подводник и историк отечественного водолазного дела П. А. Боровиков высоко оценивал «похожий на энциклопедию» учебник А. А. Кононова, написанный «с чисто русской основательностью…. Недаром учебник был переведен на несколько иностранных языков».

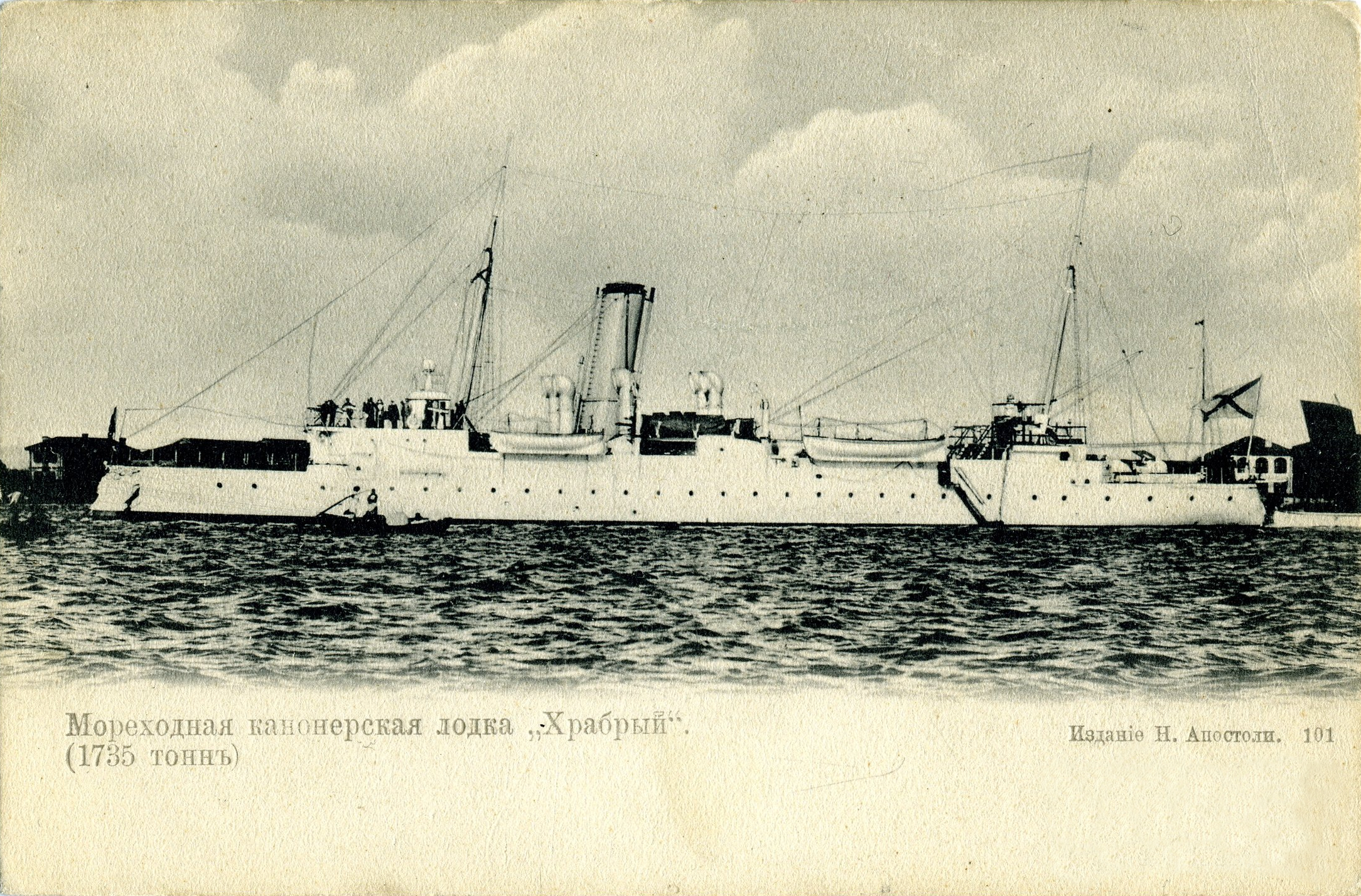
Канонерская лодка «Храбрый»

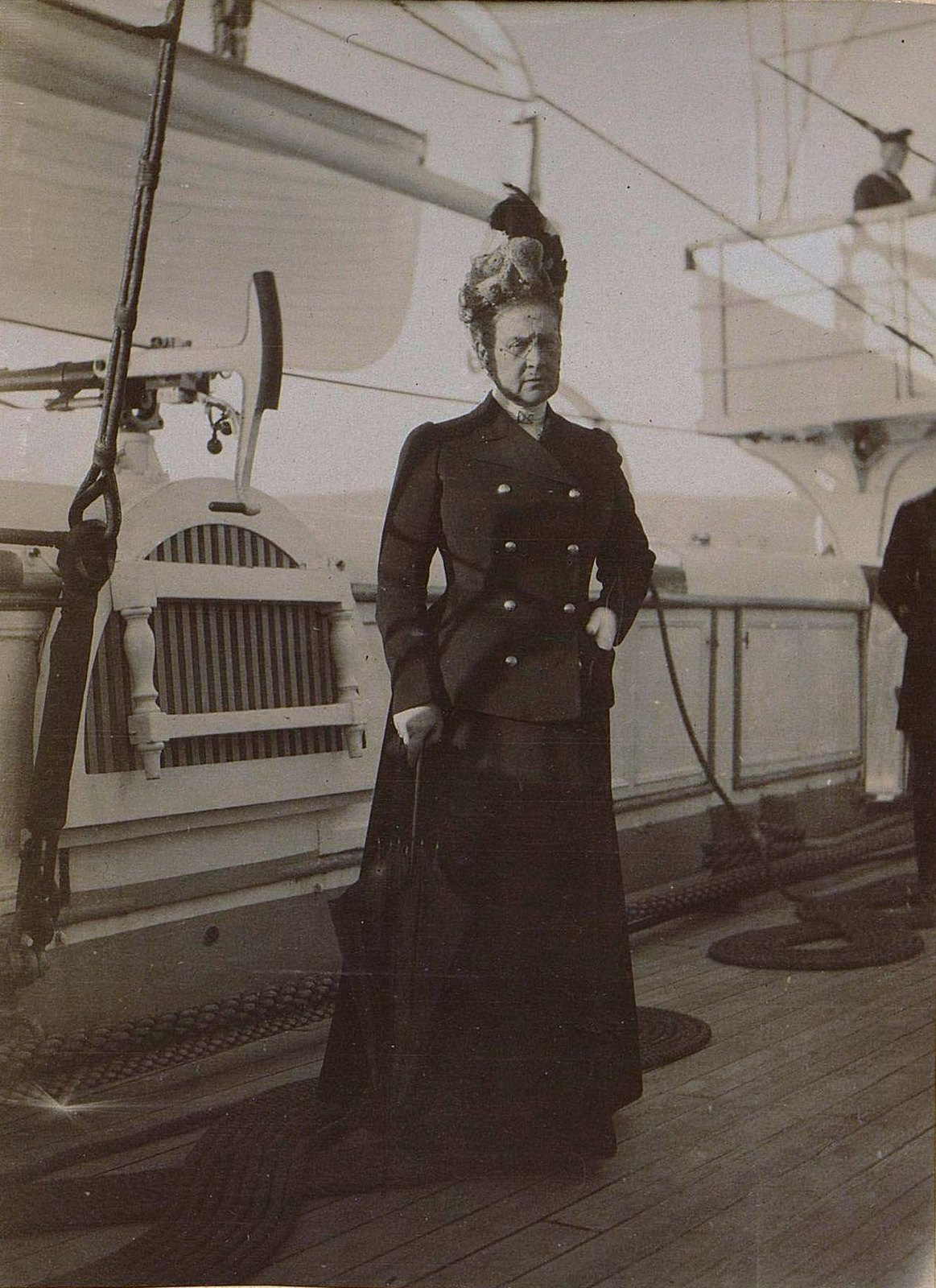
Королева эллинов Ольга
на канонерской лодке
«Храбрый»

В 1902 году Кононов исполнял обязанности старшего офицера (старшего помощника) броненосца береговой обороны «Первенец», командовал которым капитан 1-го ранга В. Н. Миклуха — брат знаменитого путешественника. С 8 ноября 1904 года по 17 мая 1905 года он был направлен на Средиземном море командиром канонерской лодки «Храбрый» — кораблём дипломатической миссии по обеспечению мира и безопасности на острове Крит. «Храбрый» обеспечивал сопровождение, в том числе информационное, отрядов российских кораблей, следовавших в зону боевых действий на Дальний Восток через Средиземное море и Суэцкий канал. Выполнял функции корабля-стационера в бухте Суда, которая была опорным пунктом временной стоянки кораблей 3-й Тихоокеанской эскадры благодаря дружественному отношению греческого правительства и лично королевы эллинов Ольги, побывавшей там на всех российских кораблях. Ольга Константиновна посещала и канонерскую лодку «Храбрый», командир которой был известен королеве Греции как начальник авторитетной водолазной школы в Кронштадте — ещё в 1904 году в школе стажировались офицеры греческого флота. 20 июля 1904 года командир учебного судна «Опричник» А. А. Кононов получил телеграмму от греческой королевы: «Только что видела лейтенанта Мелас, который с благодарностью и восторгом говорил мне о своем пребывании в водолазной школе. Благодарю Вас и офицеров от всей души за оказанное греческим морякам радушие и внимание. Сожалею, что не могу этого сделать лично. Сердечно кланяюсь всем Вам. Королева Ольга».
12 июля 1905 года капитан 1-го ранга А. А. Кононов вернулся к обязанностям начальника Водолазной школы, но уже 21 июля он был назначен на должность командира 7-го флотского экипажа.

### Формирование Амурской речной флотилии
С началом Русско-японской войны стала очевидной необходимой необходимость усиления защиты Амура как транспортной артерии. 2 апреля 1905 года приказом по флоту и Морскому ведомств был создан Отдельный отряд судов Сибирской флотилии в составе строящихся в Сормово канонерских лодок. Первый сормовский корабль был спущен на воду 7 сентября 1905 года для проведения ходовых испытаний на Волге. 4 ноября того же года строящимся канонерским лодкам присвоили имена — «Бурят», «Вогул», «Вотяк», «Зырянин», «Калмык», «Киргиз», «Корел». В июле 1906 года на их базе началось формирование действующей флотилии. Командовать отрядом было предложено капитану 1-го ранга А. А. Кононову. В ноябре-декабре 1906 года он передал 7-й флотский экипаж преемнику и был переведён в штат Сибирского флотского экипажа. Возможно, перевод энергичного и деятельного профессионала из Кронштадта на Дальний Восток было связано и с тем, что матросы вверенного ему 7-го экипажа оказались среди активных участников кронштадтских волнений 1905—1906 годов.
В разобранном виде корабли переправлялись в посёлок Кокуй на берегу реки Шилки в 12 верстах выше города Сретенска. 4 мая 1907 года в отряд прибыл Кононов.

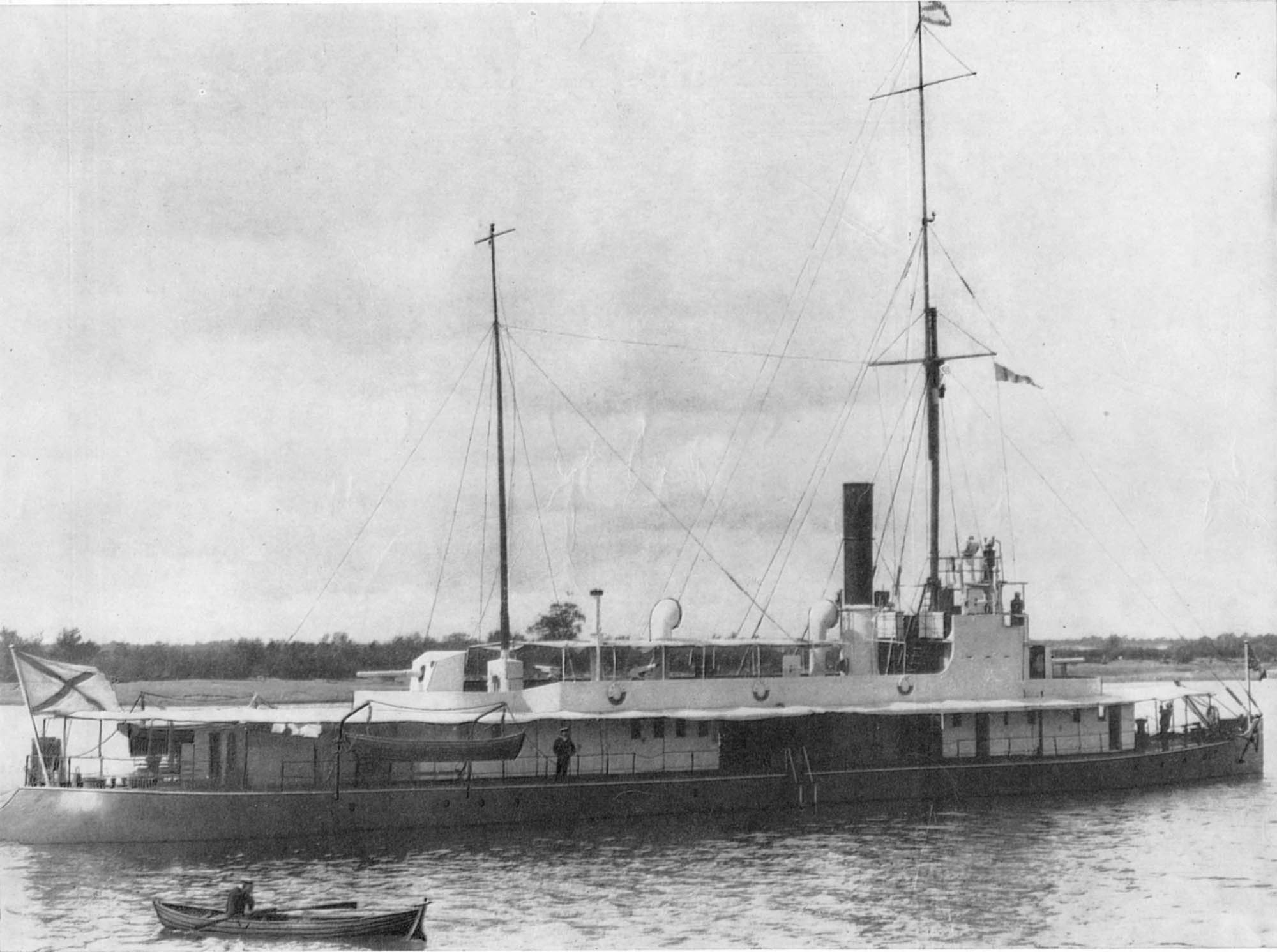
Канонерская лодка «Бурят»

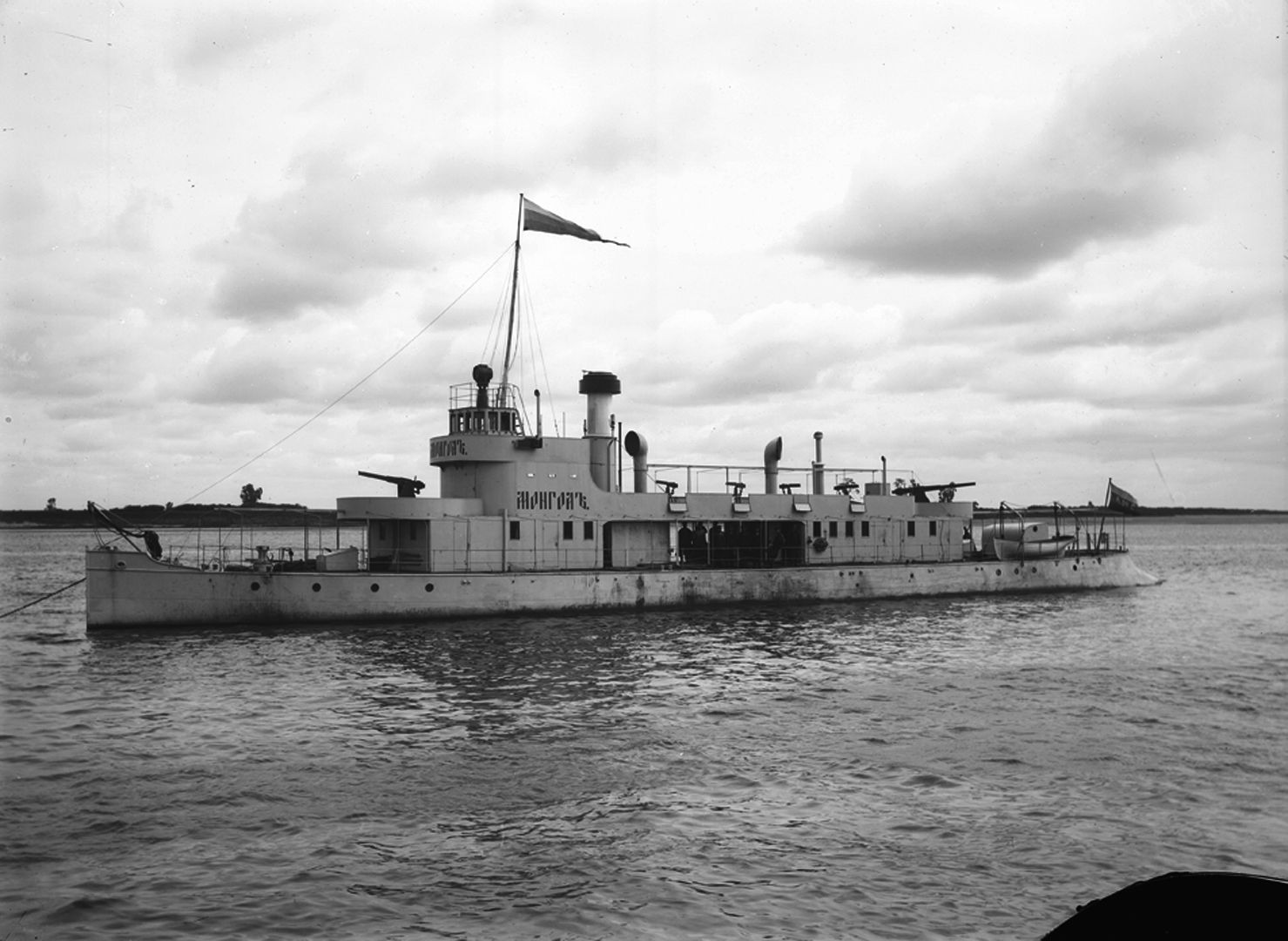
Канонерская лодка «Монгол»

10 мая 1907 г. первые три канонерские лодки — «Бурят», «Монгол» и «Орочанин», подняв Андреевские флаги и вымпелы, начали свою первую кампанию — поход по Шилке и Амуру до Благовещенска. 7 сентября отряд вернулся в Сретенск. Достройка всех кораблей отряда была практически завершена к марту 1908 года. Приказом по Морскому ведомству № 292 от 28 ноября 1908 г. все суда, причисленные к Отдельному отряду судов Сибирской флотилии, вошли во вновь создаваемую Амурскую речную флотилию во главе с её первым командующим капитаном 1-го ранга А. А. Кононовым. После доукомплектования их орудиями калибра 120 мм приказом от 24 сентября 1909 года корабли флотилии были официально включены в состав действующего Российского флота Личный состав флотилии формировался из числа офицеров и нижних чинов Черноморского и Балтийского флотов. В условиях, когда многие офицеры из-за более тяжелых условий жизни на Амуре без энтузиазма воспринимали перевод на восток, А. А. Кононов в 1908 году предложил применять для назначения на флотилию систему жеребьёвки, используемой в России. Жребий обязывал офицера независимо от его желания перевестись на Дальний Восток.

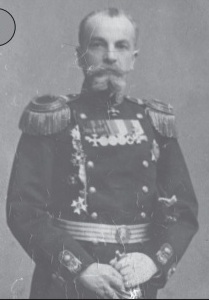
Первый командующий
Амурской флотилией

Благодаря его настойчивости и стараниям к летней кампании 1910 года Амурская флотилия была полностью укомплектована и боеспособна. В августе 1910 года А. А. Кононов был переведён на Балтийский флот. 2 мая 1911 года А. А. Кононов был уволен от службы с производством в звание контр-адмирала и с правом ношения мундира. Жил в Санкт-Петербурге.

### В белом движении и эмиграции
Осенью 1917 года примкнул к участникам белого движения на Юге России. В октябре 1917 года А. А. Кононов в Новочеркасске состоял в личном распоряжении атамана А. М. Каледина в звании контр-адмирала Войска Донского.
В 1918 году А. А. Кононову со своим младшим сыном — лейтенантом Алексеем Анатольевичем Кононовым удалось захватить в Ростове-на-Дону брошенные большевиками на мели несколько вооружённых барж и яхту «Колхида», которые после ремонта вошли в создаваемую флотилию Войска Донского. Начальником речных сил Юга России позднее был поставлен старший сын А. А. Кононова — Иван Анатольевич Кононов. Атаман Всевеликого Войска Донского П. Н. Краснов поручил Кононову провести обсуждение с представителями британской военной миссии в Севастополе предоставления материально-технической помощи Белому движению на Дону. В переговорах с британской стороны участвовал его знакомый времён средиземноморской миссии канонерской лодки «Храбрый» на Средиземном море — вице-адмирал Сомерсет Артур Гоф-Калторп (англ. Somerset Arthur Gough-Calthorpe). Из Севастополя А. А. Кононов прибыл в Мариуполь с двумя миноносцами — английским и французским. Командир английского миноносца был уполномочен вести переговоры с атаманом Красновым. По итогом переговоров английская эскадра некоторое время помогала дончанам боеприпасами и другим снаряжением. Помощь была прекращена в конце 1919 года.
При исходе участников Белого движения А. А. Кононов с женой и младшим сыном эвакуировались 23 февраля 1920 года на пароходе «Иртыш» из Новороссийска через Салоники в Югославию.
Умер 8 июля 1944 года во Франции в местечке Курвиль-сюр-Эр (фр. Courville-sur-Eure) (департамент Эр и Луар).

## Публикации
- Практическое пособие для преподавания водолазного дела, 1891
- Пособие для изучения водолазного дела, 1891 (2 изд. −1898)
- Заметки водолазного офицера: сведения о водолазах, работающих в России // Морской сборник, 1892 — № 10
- Энциклопедический словарь Брокгауза и Ефрона // Тт. 6а (1892), XXIa (1897), XXIIIa, XXIV, XXIVa, XXV (1898):
  - Водолаз // Энциклопедический словарь Брокгауза и Ефрона : в 86 т. (82 т. и 4 доп.). — СПб., 1890—1907.
  - Водолазная школа // Энциклопедический словарь Брокгауза и Ефрона : в 86 т. (82 т. и 4 доп.). — СПб., 1890—1907.
  - Водолазное дело // Энциклопедический словарь Брокгауза и Ефрона : в 86 т. (82 т. и 4 доп.). — СПб., 1890—1907.
  - Окраска судов // Энциклопедический словарь Брокгауза и Ефрона : в 86 т. (82 т. и 4 доп.). — СПб., 1890—1907.
  - Плавание (морское) // Энциклопедический словарь Брокгауза и Ефрона : в 86 т. (82 т. и 4 доп.). — СПб., 1890—1907.
  - Подводное освещение // Энциклопедический словарь Брокгауза и Ефрона : в 86 т. (82 т. и 4 доп.). — СПб., 1890—1907.
  - Подводные взрывы как средство против подводных лодок // Энциклопедический словарь Брокгауза и Ефрона : в 86 т. (82 т. и 4 доп.). — СПб., 1890—1907.
  - Подводные лодки // Энциклопедический словарь Брокгауза и Ефрона : в 86 т. (82 т. и 4 доп.). — СПб., 1890—1907.
  - Подводные работы // Энциклопедический словарь Брокгауза и Ефрона : в 86 т. (82 т. и 4 доп.). — СПб., 1890—1907.
  - Подъемные воздушные мешки // Энциклопедический словарь Брокгауза и Ефрона : в 86 т. (82 т. и 4 доп.). — СПб., 1890—1907.
  - Поршни (насосные и водолазные) // Энциклопедический словарь Брокгауза и Ефрона : в 86 т. (82 т. и 4 доп.). — СПб., 1890—1907.
  - Практика (морская) // Энциклопедический словарь Брокгауза и Ефрона : в 86 т. (82 т. и 4 доп.). — СПб., 1890—1907.
  - Прибой // Энциклопедический словарь Брокгауза и Ефрона : в 86 т. (82 т. и 4 доп.). — СПб., 1890—1907.
  - Прозрачность // Энциклопедический словарь Брокгауза и Ефрона : в 86 т. (82 т. и 4 доп.). — СПб., 1890—1907.
- Водолазные работы у крейсера «Россия» // Записки Императорского русского технического общества. 1897
- Учебник по водолазному делу, 1902
- Водолазная школа и подводные работы, 1908

## Семья
Анатолий Алексеевич был женат с 7 января 1885 года на Вере Ивановне, урождённой Чекмарёвой (родилась около 1869), дочери генерал-лейтенанта Ивана Гавриловича Чекмарёва (1815—1887). Её братом был генерал Виктор Иванович Чекмарёв. Вера Ивановна умерла в Белграде, Югославия, 20 июля 1941 года. В браке родилось трое детей:
- Кононов, Иван Анатольевич (1885—1959) — контр-адмирал Вооружённых сил Юга России, умер в Париже.
- Кононов, Алексей Анатольевич (1887—1975) — морской офицер, умер во Франции. Имел дочь Татьяну.
- Кононова, Елена Анатольевна (1890—?).

## Награды
- 1881 год — светло-бронзовая медаль «За взятие штурмом Геок-Тепе»;
- 1883 год — орден Святого Станислава 3-й степени;
- 1892 год — орден Святой Анны 3-й степени;
- 1896 год — орден Святого Станислава 2-й степени;
- 1905 год — командорский крест ордена Спасителя (Греция);
- (?) — орден Святой Анны 2-й степени;
- (?) — орден Святого Владимира 4-й степени с бантом[20].

## Комментарии
1. ↑  Право на потомственное дворянство получено дедом А. А. Кононова в 1833—1834 годах, о чём свидетельствует запись в «Списке дворянам Войска Донского, коих дети и потомки по представленным документам Войсковою канцеляриею признаны имеющими право пользоваться правами и преимуществами Российскому благородному дворянству Высочайше дарованными…»: …"103. Кононов Василий Кононов, войсковой старшина г. Ново-Черкаска; Сыны его урядник Иван, Василий, Михаил, Матвей, Лев, Алексей; 22 июня 1833 года, 27 июля 1834 года; 25 июля 1833 года № 20259, 8 ноября 1834 года № 23904". Позднее Алексей Васильевич Кононов получил чин воскового старшины
2. ↑  Потомственное дворянство открывало А. А. Кононову возможность учёбы в кадетских корпусах.
3. ↑  Авторитет школы привлекал к обучению в ней и офицеров иностранных флотов.
4. ↑  В своей монографии «Водолазное дело России» (2005) П. А. Боровиков более 50 раз упоминает и цитирует А. А. Кононова.
5. ↑  Привлечение А. А. Кононова (с сохранением за ним поста начальника Водолазной школы) к решению оперативных военно-морских задач было связано с нехваткой опытных флотских командиров, сложившейся из-за событий Русско-японской войны.
6. ↑  После заключения Портсмутского мирного договора, ограничившего железнодорожные перевозки стратегических грузов в Азиатско-Тихоокеанский регион, важность речных перевозок ещё более возросла
7. ↑  «Корел» — устарешее написание этнонима «карел».
8. ↑  20 июля 1906 года восставшими матросами был убит временный командир 7-го флотского экипажа капитан 2-го ранга Д. П. Шумов
9. ↑  К лету 1910 года во флотилии было уже 38 кораблей.
10. ↑  По действовавшему в то время порядку морским офицерам на Дальнем Востоке выплачивали жалование по самому высокому третьему разряду.
11. ↑  После смерти А. М. Каледина атаманом Донского казачества был избран П. Н. Краснов.
12. ↑  Снабжение войск Краснова было отменено премьером британского правительства Ллойд Джорджем, который в начале 1919 года засомневался в поддержке лидеров белого движения большинством русского народа и в целесообразности оказания им прямой помощи.
13. ↑  На пароходе «Иртыш» удалось отправить в Салоники 770 человек.